# Gaspare Spontini
Gaspare Luigi Pacifico Spontini (Maiolati bij Jesi, 14 november 1774 - aldaar, 24 januari 1851) was een Italiaans operacomponist.

## Levensloop
Spontini was door zijn familie voorbestemd om geestelijke te worden, maar hij vluchtte naar Napels en volgde daar een conservatoriumopleiding. Hij had in Italië vervolgens een vrij succesvolle maar niet al te opvallende carrière als operacomponist.
Toen besloot hij zich in Frankrijk te vestigen, waar hij met zijn opéras comiques aanvankelijk niet bijzonder succesvol was. Hij deed zijn best zich aan de Franse smaak aan te passen door een grotere expressie in zijn melodieën, een grotere rijkdom in zijn harmonieën en een boeiender orkestratie toe te passen.
Tot volle wasdom kwam zijn talent in de grote opera La vestale uit 1807 over een klassiek onderwerp, de Vestaalse maagden. Gesteund door keizerin Joséphine behaalde La vestale een enorm succes in Parijs en de rest van Europa, maar daardoor haalde hij zich wel de haat van andere componisten in Parijs op de hals.
Dankzij de bescherming van Napoleon werd in 1809 Fernand Cortez op de planken gebracht, die Spontini eveneens een triomf bezorgde. De opera Olympie uit 1819 was aanvankelijk minder succesvol, maar in een revisie behaalde hij in 1826 alsnog een groot succes.
Door zijn moeilijke, heerszuchtige karakter creëerde hij steeds meer vijanden, en in 1819 verliet hij Parijs om in dienst te treden van koning Frederik Willem III van Pruisen. Hij leidde de opera van Berlijn, maar ook hier kreeg hij het steeds moeilijker, vooral toen het succes van Der Freischütz van Carl Maria von Weber zijn werken overschaduwde.
De koning bleef hem steunen, maar diens overlijden in 1840 betekende in feite het einde van Spontini's loopbaan. Hij vestigde zich weer in Frankrijk, waar hij in 1838 al tot lid van het Institut de France was benoemd.
Spontini overleefde zijn roem ruimschoots, al heeft Hector Berlioz, die hem zeer bewonderde, nog veel moeite gedaan om zijn werken op te voeren en te promoten. De publieke smaak was sterk veranderd, eerst in de richting van Gioacchino Rossini, later in die van Meyerbeer.
Spontini's roem berustte voornamelijk op de genoemde Franse opera's, die hem tot een van de belangrijkste operacomponisten van zijn tijd maakten, en die wel als voorlopers van de grand opéra worden gezien. De opera Les Troyens van Berlioz is zonder Spontini niet denkbaar, en ook Richard Wagner werd door hem beïnvloed.

## Composities

### Opera's
| Voltooid in | titel | aktes   | première | libretto |
| ----------- | --- | ------- | --- | --- |
| 1796        | Li puntigli delle donne | 2 aktes | carnaval 1796, Rome, Pallacorda di firenze | |
| 1797        | Adelina Senese o sia l'Amore secreto                                                                                          | 2 aktes | 10 oktober 1797, Venetië, Teatro S. Samuele | Giovanni Bertati, «La principessa d'Amalfi» |
| 1797-1798   | Il finto pittore |         | 1797/1798 (?) Rome; 1800 Palermo, Teatro S. Cecilia | |
| 1798        | L’eroismo ridicolo | 1 akte  | carnaval 1798, Napels, Teatro Nuovo sopra Toledo | D. Piccinni |
| 1798        | Il Teseo riconosciuto | 2 aktes | 22 mei 1798, Florence, Regio Teatro degli Intrepidi | Cosimo Giotti |
| 1799        | La finta filosofa | 2 aktes | 1 juli 1799, Napels, Teatro Nuovo | D. Piccinni |
| 1800        | La fuga in maschera | 2 aktes | carnaval, 1800, Napels, Teatro Nuovo | G. Palomba |
| 1800        | I quadri parlanti |         | 1800, Palermo, Teatro S. Cecilia | |
| 1800        | Gli Elisi delusi | 2 aktes | 28 augustus 1800, Palermo, Teatro S. Cecilia | M. Monti |
| 1801        | Gli amanti in cimento o sia Il geloso audace                                                                                  | 2 aktes | 3 november 1801, Rome, Teatro Valle | Giovanni Bertati |
| 1802        | Le metamorfosi di Pasquale o sia Tutto è illusione nel mondo                                                                  | 1 akte  | carnaval 1802, Venetië, Teatro Giustiniani in S. Moisè | Giuseppe Foppa |
| 1804        | La petite maison | 3 aktes | 12 mei 1804, Parijs, Opéra Comique, Théâtre Feydeau | Joseph Marie Armand Michel Dieulafoy en N. Gersin |
| 1804        | Milton | 1 akte  | 27 november 1804, Parijs, Opéra Comique, Salle Favart | Victor-Joseph Étienne de Jouy en Joseph Marie Armand Michel Dieulafoy |
| 1805        | Julie, ou le Pot de fleurs | 1 akte  | 12 maart 1805, Parijs, Opéra Comique, Salle Favart | Antoine Gabriel Jars |
| 1805        | La vestale | 3 aktes | 15 december 1807, Parijs, Grand Opéra Garnier, in Franse taal; 26 december 1824, Milaan, Teatro alla Scala, in Italiaanse taal                                                                                     | Victor-Joseph Étienne de Jouy, naar Johann Joachim Winckelmann, «Monumenti antichi inediti», (1767) |
| 1809        | Fernand Cortez ou La Conquête de Mexique; 3e versie: Fernand Cortez oder Die Eroberung von Mexiko                             | 3 aktes | 28 november 1809, Parijs, Grand Opéra Garnier; 2e versie: 28 mei 1817, Parijs, Opéra Garnier; 3e versie: 6 april 1824, Berlijn, Königliches Opernhaus; 4e versie: 26 februari 1832, Berlijn, Königliches Opernhaus | Victor-Joseph Etienne de Jouy en Joseph-Alphonse d'Esménard, naar Alexis Piron; 2e versie: gereviseerd van Victor-Joseph Etienne de Jouy; 3e versie: gereviseerd van Marie-Emmanuel-Guillaume Théaulon de Lambert, vertaling van J. C. May; 4e versie: gereviseerd van K. von Lichtenstein |
| 1814        | Pélage, ou le Roi et la paix                                                                                                  | 2 aktes | 23 augustus 1814, Parijs, Opéra Garnier | Victor-Joseph Etienne de Jouy |
| 1816        | Les Dieux rivaux ou Les Fêtes de Cythère; (samen met: Rudolphe Kreutzer, Louis-Luc Loiseau de Persuis en Henri Montan Berton) | 1 akte  | 21 juni 1816, Parijs, Opéra Garnier | Joseph Marie Armand Michel Dieulafoy en Charles Brifaut |
| 1819        | Olympie; 2e versie als: Olympia; 3e versie weer als: Olympie                                                                  | 3 aktes | 22 december 1819, Parijs, Grand Opéra Garnier; 2e versie: 14 mei 1821, Berlijn, Königliches Opernhaus; 3e versie: 28 februari 1826, Parijs, Opéra Garnier                                                          | Joseph Marie Armand Michel Dieulafoy en Charles Brifaut, naar Voltaire; 2e versie: gereviseerd van Ernst Theodor Amadeus Hoffmann |
| 1822        | Nurmahal, oder das Rosenfest von Caschmir                                                                                     | 2 aktes | 27 mei 1822, Berlijn, Königliches Opernhaus | Carl Alexander Herklots, naar T. Moore, «Lalla Rookh» |
| 1825        | Alcidor | 3 aktes | 23 mei 1825, Berlijn, Königliches Opernhaus; ter gelegenheid van het huwelijk van prins Frederik der Nederlanden met prinses Louise van Pruisen                                                                    | Marie-Emmanuel-Guillaume Théaulon de Lambert en C. Nutty, naar Rochon de Chabannes; Duitse vertaling: Carl Alexander Herklots |
| 1829        | Agnes von Hohenstaufen | 2 aktes | 28 mei 1827, Berlijn, Königliches Opernhaus | Salomo Benjamin Ernst Raupach |

### Feestspel
- 1821 Lalla Rûkh, libretto: C. Bruehl, naar T. Moore, «Lalla Rookh» - première: 27 januari 1821, Berlijn, Königliches Schloß

### Werken voor harmonieorkest
- 1819 Mars naar motieven uit de opera "Fernand Cortez"
- 1824 Trabmarsch
- 1837 Fackeltanz
- 1838 Olympia-Ouvertüre